# جيرار ليكلرك
جيرار لو كلارك (بالفرنسية: Gérard Leclerc )‏ (و. 1951 – م) هو صحفي، ومذيع أخبار، ومقدم برامج إذاعية، من فرنسا، ولد في نويي-سور-سين.

## التعليم
تعلم في معهد الدراسات السياسية بباريس.

## مناصب وهيئات
أدار معهد الدراسات السياسية بباريس.